# Misión Olvido
Misión olvido es una novela de la escritora española María Dueñas, publicada en 2012. Fue el quinto libro más vendido en España durante ese año después de la trilogía de Cincuenta sombras de Grey de E. L. James y de El prisionero del cielo de Carlos Ruiz Zafón.

## Sinopsis
Narra la historia de la profesora Blanca Perea que, tras ser abandonada por su marido e intentando huir de su propia vida, viaja a la Universidad de Santa Cecilia en California, con la beca conseguida para poner en orden el legado del profesor de Literatura Andrés Fontana, un olvidado hispanista exiliado tras la Guerra Civil Española y ya fallecido. 
Entre sus nuevas relaciones laborales conocerá a Daniel Carter, antiguo alumno del profesor Fontana y a otras personas relacionadas con el profesor. La España de mediados del siglo XX, las misiones franciscanas en la California del siglo XIX y referencias a algunos personajes históricos, como Ramón J. Sender y el monje franciscano José Altimira se irán mezclando en la trama.

## Personajes

### Personajes de ficción
- Blanca Perea: profesora española.
- Andrés Fontana: fallecido profesor de literatura española en una universidad americana.
- Daniel Carter: Alumno del profesor Andrés Fontana.
- Aurora Carranza: Joven española aspirante a farmacéutica que consigue enamorar a Daniel.
- Rebecca Cullen: Secretaria del Departamento de Lenguas Modernas de la Universidad de Santa Cecilia en California.
- Luis Zárate: Director del departamento de la universidad.
- Darla Stern: Antigua secretaria del departamento.
- Fanny Stern: Hija de Darla, trabaja como ayudante en el departamento.

### Personajes históricos
- Ramón J. Sender (1901 - 1982): Escritor español exiliado tras la Guerra Civil a Estados Unidos, donde trabajó como profesor de literatura en diversas universidades. Recibió en 1935 el Premio Nacional de Literatura por la novela Míster Witt en el Cantón, obra que también figura en la trama del libro.

- José Altimira: Uno de los últimos padres franciscanos enviados desde España a principios del siglo XIX a las misiones fundadas por la orden en California.[2] Se introducen elementos no documentados de ficción en la última etapa de su vida.